# Albine
Albine är en kommun i departementet Tarn i regionen Occitanien i södra Frankrike. Kommunen ligger i kantonen Saint-Amans-Soult som tillhör arrondissementet Castres. År 2022 hade Albine 512 invånare.

## Befolkningsutveckling
Antalet invånare i kommunen Albine
| Referens: INSEE |